# 華金祥
华金祥（1914年—2005年2月24日），别号康治，中華民國陸軍將領，江苏无锡人，南京中央军校第十期炮科毕业，陆军大学正期班第十八期、国防大学联合作战班、革命实践研究院、美国陆军指挥参谋大学毕业。历任中央军校第十二期区队长、大队附，军令部参谋处参谋、副处长，陆军第六十二旅旅长。1949年到台湾，任国防部第三厅第三组组长，陆军第四十六师师长，国防部第三厅副厅长。1959年任陆军金门防卫司令部参谋长，陆军第十军军长，陆军第一军军长兼金门防卫司令部副司令，陆军第九军军长。1962年起任陆军总司令部中将参谋长、陆军预备部队训练司令部司令，1963年任陆军训练作战发展司令部副司令，1964年任陸軍訓練司令部司令。1974年退役，任台湾中兴纸业董事长等职。